# Avon (Indiana)
Avon é uma cidade  localizada no estado americano de Indiana, no Condado de Hendricks.

## Demografia
Segundo o censo americano de 2000, a sua população era de 6248 habitantes. 
Em 2006, foi estimada uma população de 9847, um aumento de 3599 (57.6%).

## Geografia
De acordo com o United States Census Bureau tem uma área de 
16,5 km², dos quais 16,5 km² cobertos por terra e 0,0 km² cobertos por água.

## Localidades na vizinhança
O diagrama seguinte representa as localidades num raio de 12 km ao redor de Avon. 